# بلا سوان

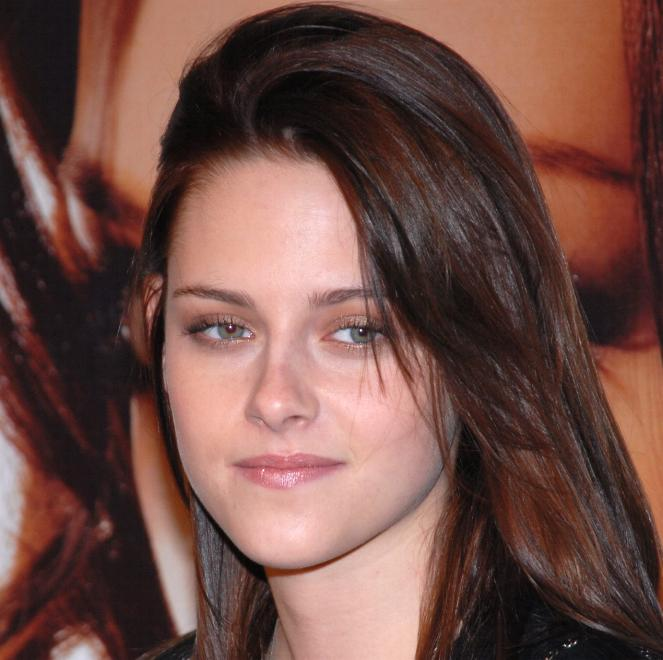
کریستن استوارت بازیگر نقش بلا سوان

ایزابلا «بلا» ماری سوان (به انگلیسی: Isabella "Bella" Marie Swan) یک شخصیت تخیلی و اصلی در مجموعه کتاب‌های گرگ و میش نوشتهٔ استفانی میر است. چهار کتاب این مجموعه شامل گرگ و میش، ماه نو، خسوف و سپیده‌دم، عمدتاً از دید بلا روایت می‌شوند.
در کتاب اول، گرگ و میش، بلای هفده ساله، به فورکس در واشینگتن، نزد پدرش نقل مکان کرده و در آنجا پس از دیدار با خانوادهٔ مرموز کالن، عاشق ادوارد کالن می‌شود. او سپس در می‌یابد که اعضای این خانواده همگی خون‌آشام هستند.
در ماه نو ادوارد به خاطر این که می‌خواست بلا زندگی عادی داشته باشد او را ترک می‌کند و در این حین بلا متوجه می‌شود که دوستش جیکوب بلک یک گرگینه است در خسوف، بلا پس از آنکه به کمک خانوادهٔ کالن و گروه گرگینهی جیکوب بلک از دست گروهی از خون‌آشامان که رهبری آنان را زنی به نام ویکتوریا بر عهده داشت نجات می‌یابد، بودن با ادوارد را بر دوستی خود با جیکوب ترجیح می‌دهد و با ادوارد ازدواج می‌کند.
بلا در کتاب آخر این مجموعه، سپیده‌دم، پس از به دنیا آوردن فرزند نیمه خون‌آشامش، رنزمی کالن، با تزریق زهر ادوارد به قلبش به یک خون‌آشام تبدیل می‌شود. آن‌ها همچنین با خاندان ولتری درگیر می‌شوند اما با کمک دوستانشان این مشکل را حل می‌کنند.

## خصوصیات ظاهری
بلا در کتاب‌ها با چهره‌ای رنگ‌پریده و صورتی قلب مانند توصیف می‌شود، که دارای مو و چشمان قهوه‌ای رنگ است.

استفنی میر تأکید می‌کند که خصوصیات او قابل تفسیر اند. او بلا را این‌گونه در وب‌سایت خود توصیف می‌کند:
«پوستی بسیار کم‌رنگ، موهای صاف و بلند قهوه‌ای پررنگ، با چشمانی شکلاتی. صورت او قلبی شکل است و پیشانی پهنی دارد. چشمانش درشت و باز و گونه‌هایش برجسته‌اند. همچنین بینی او باریک و فکش کوچک است و چانه‌ای تیز دارد. لب‌هایش کمی نا موزون‌اند؛ برای فک کوچک او زیادی بزرگ‌اند. ابروانش از موهای وی پررنگ‌تر است و بیش‌تر از آنکه کمانی باشد، صاف و خطی است. قد او ۴ فوت و ۵ اینچ می‌باشد؛ لاغر است و به هیچ عنوان هیکل نیست، و ۱۱۵ پوند وزن دارد. ناخن‌هایش همیشه ریشه ریشه‌است، چون جویدن آنها از عادات عصبی اوست.»

## توانایی‌ها و ویژگی‌های شخصی
بلا به عنوان دختری فهمیده، مراقب، جدی، خجالتی و عاقل وصف می‌شود. او اصلاً حس شوخ‌ طبعی ندارد و بر بی‌دست و پا و لجاج بودن وی تأکید می‌شود. بلا دارای ذهنی کاملاً مخصوص و قویست، به همین خاطر گمان می‌رود که همین، دلیل ناتوانی ادوارد از خواندن افکار وی باشد.
این ذهن مخصوص او، پس از تبدیل شدنش به یک خون‌آشام تقویت شد و از نیروهای ویژه قهرمانی وی گشت. به‌طوری‌که می‌توانست بر روی ذهن افراد در اطراف خودش سدی ایجاد کند تا از نفوذ نیروهای ذهنی بعضی از خون‌آشامان بر روی آنان جلوگیری کند.

## اقتباس سینمایی از اثر
در فیلمی که سال ۲۰۰۸ با اقتباس از کتاب اول، گرگ و میش، توسط شرکت سامیت اینترتینمنت∗ساخته و با همین نام اکران شد، کریستن استوارت نقش بلا را ایفا کرد. او همچنین در فیلم‌های بعدی این سری نیز به همراه رابرت پتینسون در نقش ادوارد کالن، به اجرای این نقش ادامه داد.